# Iguapeia
Iguapeia is een geslacht van hooiwagens uit de familie Gonyleptidae.
De wetenschappelijke naam Iguapeia is voor het eerst geldig gepubliceerd door Mello-Leitão in 1935. 

## Soorten
Iguapeia omvat de volgende 2 soorten:
- Iguapeia gengnageli
- Iguapeia melanocephala